# Mastacembelus traversi
Mastacembelus traversi är en fiskart som först beskrevs av Emmanuel Vreven och Teugels, 1997.  Mastacembelus traversi ingår i släktet Mastacembelus och familjen Mastacembelidae. IUCN kategoriserar arten globalt som livskraftig. Inga underarter finns listade i Catalogue of Life.